# Valeriana engleriana
Valeriana engleriana är en kaprifolväxtart som beskrevs av Höck. Valeriana engleriana ingår i släktet vänderötter, och familjen kaprifolväxter. Inga underarter finns listade i Catalogue of Life.